# Marcin Lijewski
Marcin Lijewski (* 21. September 1977 in Krotoszyn, Polen) ist ein polnischer Handballtrainer. Als aktiver Handballspieler lief er im rechten Rückraum für die polnische Nationalmannschaft auf.

## Spielerkarriere
Seine Karriere begann 1991 bei Ostrovia Ostrów Wlkp. (1991–1996) in seinem Heimatland. Danach wechselte er zu Wybrzeże Gdańsk (1996–2001). Darauf folgte eine Saison bei Orlen Płock.
Am 1. Juli 2002 wechselte Lijewski zur SG Flensburg-Handewitt, wo er als Linkshänder auf der halbrechten Position spielte. Zur Saison 2008/09 wechselt er zum HSV Hamburg, für den sein Bruder Krzysztof ebenfalls spielte.
Am 16. Mai 2012 wurde Lijewski offiziell in der O2 World Hamburg vom Verein verabschiedet, da der Verein zu diesem Zeitpunkt nicht mehr mit ihm plante. Am 29. Mai 2012 wurde jedoch öffentlich, dass Lijewski doch um ein weiteres Jahr in Hamburg verlängert hat. Im Juli 2013 unterschrieb er einen Vertrag bei Wisła Płock. Zum Saisonende 2013/14 verließ er Wisła Płock. Anschließend kehrte er zu Wybrzeże Gdańsk zurück.

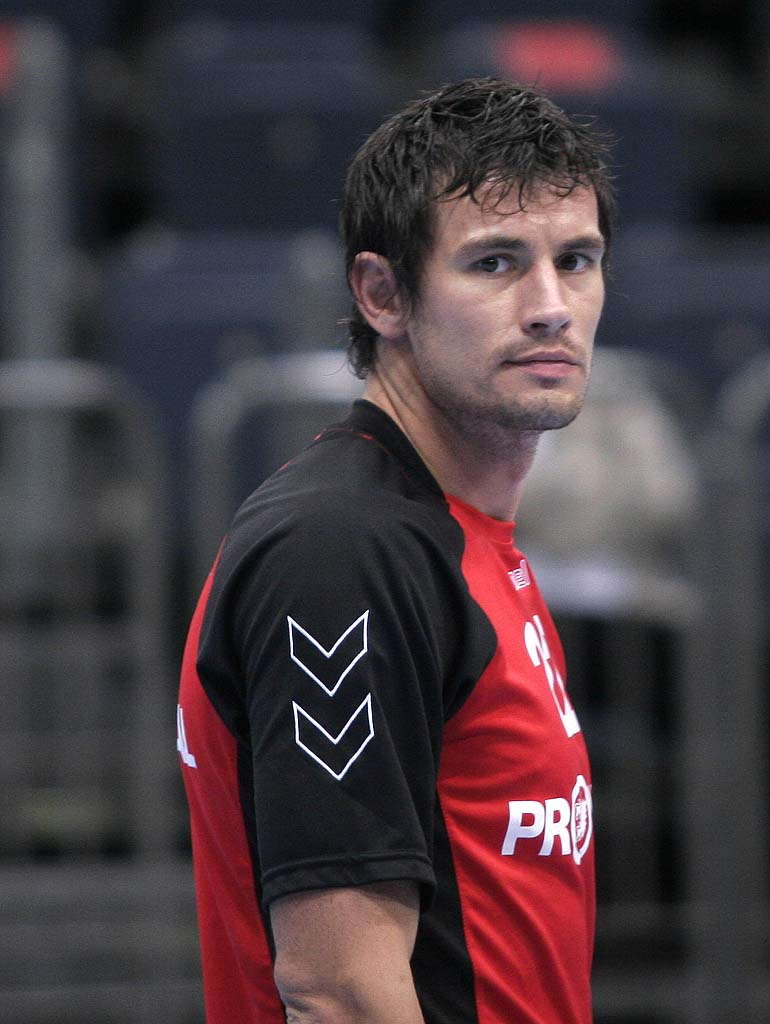
Marcin Lijewski am 9. September 2007 in der Kölnarena

Für Polen absolvierte er 251 Länderspiele. Bei der Weltmeisterschaft 2007 in Deutschland unterlag er mit Polen im Finale gegen Deutschland. Aufgrund seiner Leistungen wurde er ins All-Star-Team der WM 2007 auf die Position Rückraum rechts gewählt. Besonders ausschlaggebend war dafür sein Abwehrverhalten, welches ihn zu einem der komplettesten Spieler der polnischen Nationalmannschaft machte.
Bei der Weltmeisterschaft 2009 gelang Marcin Lijewski erneut die Wahl ins All-Star-Team.
Am 5. Februar 2007 überreichte ihm der polnische Staatspräsident Lech Kaczyński das Goldene Verdienstkreuz der Republik Polen.

## Trainerkarriere
Nach zwei Jahren als Assistenztrainer wurde er 2017 Cheftrainer bei Wybrzeże Gdańsk. 2019 übernahm er Górnik Zabrze, bei dem er im September 2022 entlassen wurde.
Im März 2023 wurde er als Nachfolger von Patryk Rombel Trainer der polnischen Nationalmannschaft. Nach dem enttäuschenden 25. Platz bei der Weltmeisterschaft 2025 wurde er im Februar 2025 als Nationaltrainer freigestellt.

## Erfolge

### Verein
- Deutscher Meister 2011 mit dem HSV Hamburg
- DHB-Pokalsieger 2010 mit dem HSV Hamburg
- DHB-Supercupsieger 2009 und 2010 mit dem HSV Hamburg
- Champions-League-Sieger 2013 mit dem HSV Hamburg
- Champions-League-Finalist 2004 und 2007 mit der SG Flensburg-Handewitt
- Deutscher Meister 2004 mit der SG Flensburg-Handewitt
- DHB-Pokalsieger 2003, 2004 und 2005 mit der SG Flensburg-Handewitt
- dreimal Polnischer Meister

### Nationalmannschaft
- Vize-Weltmeister mit Polen bei der WM 2007
- Dritter Platz mit Polen bei der WM 2009

### Ehrungen
- Wahl ins Allstar-Team der WM 2007 und 2009
- Träger des Goldenen Verdienstkreuzes der Republik Polen